# Joaquin hurrikán (2015)
A Joaquin hurrikán négyes erősségű trópusi ciklon, mely 2015. szeptember végén keletkezett Karib-térségben és itt, illetve Észak-Amerika keleti partvidékén pusztított. Október 15-én oszlott szét.

## Meteorológiai lefolyás
A hurrikánképződést nyomon követő meteorológusok 2015. szeptember 27-én észlelték, hogy az Atlanti-óceán nyugati részén, Bermudától 650 kilométerre délnyugatra új trópusi depresszió alakult ki, amely a 2015-ös észak-atlanti hurrikánszezonban a 11-es sorszámot kapta. Ezen a ponton a maximális szélsebesség 55 km/h volt, a depresszió északnyugati irányba haladt.
Másnapra a 11-es számú trópusi depresszió trópusi viharrá erősödött; a szokásoknak megfelelően ekkor kapott nevet, és mivel ez volt az évad 10. elnevezett vihara, az angol ábécé 10. betűjével, a J-vel kezdődő nevet kapott, a Joaquint. A Joaquin trópusi vihar magja ekkor a Bahama-szigetek középső részétől 645 kilométerre északkeletre helyezkedett el és délnyugati irányba fordult. A maximális szélsebesség 65 km/h, a minimális légnyomás 1002 millibár volt.
Szeptember 30-án a kora reggeli órákban Joaquin egyes fokozatú hurrikánná erősödött. Ekkorra a viharrendszer magja a Bahama-szigetek középső részétől 395 kilométerre kelet-északkeletre helyezkedett el. A maximális szélsebesség 120 km/h-ra nőtt, a minimális légnyomás 971 mb-ra csökkent. A nap folyamán a hurrikán délnyugati irányban folytatta útját a Bahamák felé és estére hármas fokozatúvá erősödött, 185 km/h-s szélsebességgel és 951 mbar-os minimális légnyomással.

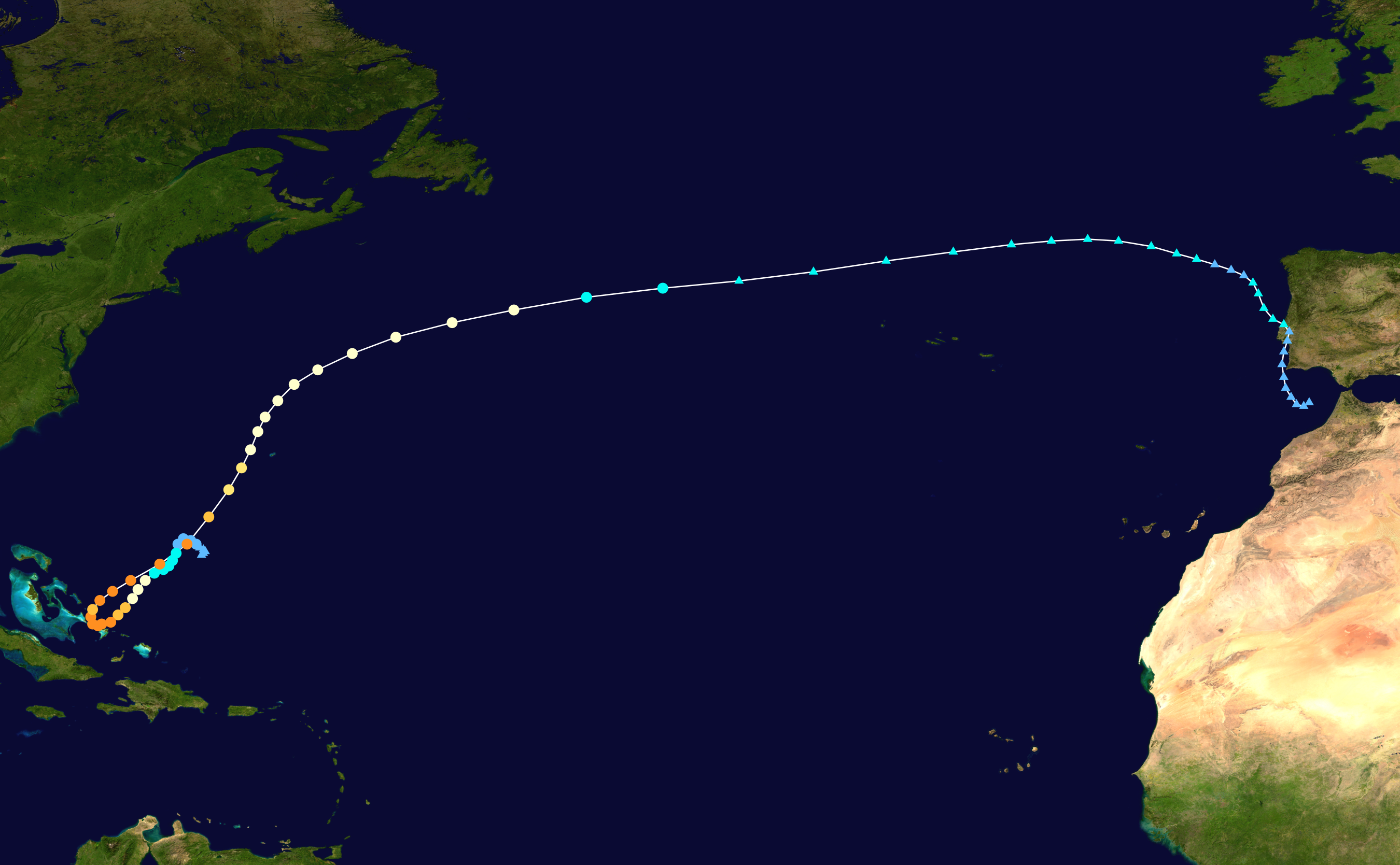
A Joaquin hurrikán pályája

Október elsején reggelre a hurrikán elérte a Bahama-szigeteket, a kora délutáni órákra pedig négyes fokozatúvá erősödött, 210 km/h-s szélsebességgel és 936 mb-os minimális légnyomással.
Október 2-án a hurrikán a Bahama-szigetek középső részén pusztított, majd harmadikára virradó éjjel megváltoztatta irányát, és mintegy húsz kilométeres óránkénti sebességgel északkeleti irányba tartott. A maximális szélsebesség 205 km/h, a minimális légnyomás 940 mb volt a reggeli órákban. Helyenként 120 mm csapadék hullott egyetlen nap alatt.

## Áldozatok, károk
Október elsején a reggeli órákban megszakadt a kapcsolat az El Faro nevű, Floridából Puerto Ricóba tartó teherhajóval. Utolsó jelentkezésükkor a személyzet elmondta, hogy a Bahamák délkeleti részén vannak, a hajtómű felmondta a szolgálatot és a 220 méteres hajó (amelynek fedélzetén 33 ember tartózkodott) 15 fokos szögben megdőlt. Az Egyesült Államok Parti Őrsége egy C–130 Hercules repülőgéppel indult a hajó felkutatására, de nem járt eredménnyel.
A Bahama-szigeteken jelentős károk keletkeztek október első három napján. A kétszáz kilométeres sebességgel forgó hatalmas légörvény több mint huszonnégy órán át szinte egyhelyben állt a szigetcsoport felett, és eközben fákat tépett ki, és háztetőket söpört el. A szélben kidőltek a villanyoszlopok, így az áramellátás megszűnt. A heves esőzés és a szél hatására számos helyen árvíz is pusztított.